# Tubo LED

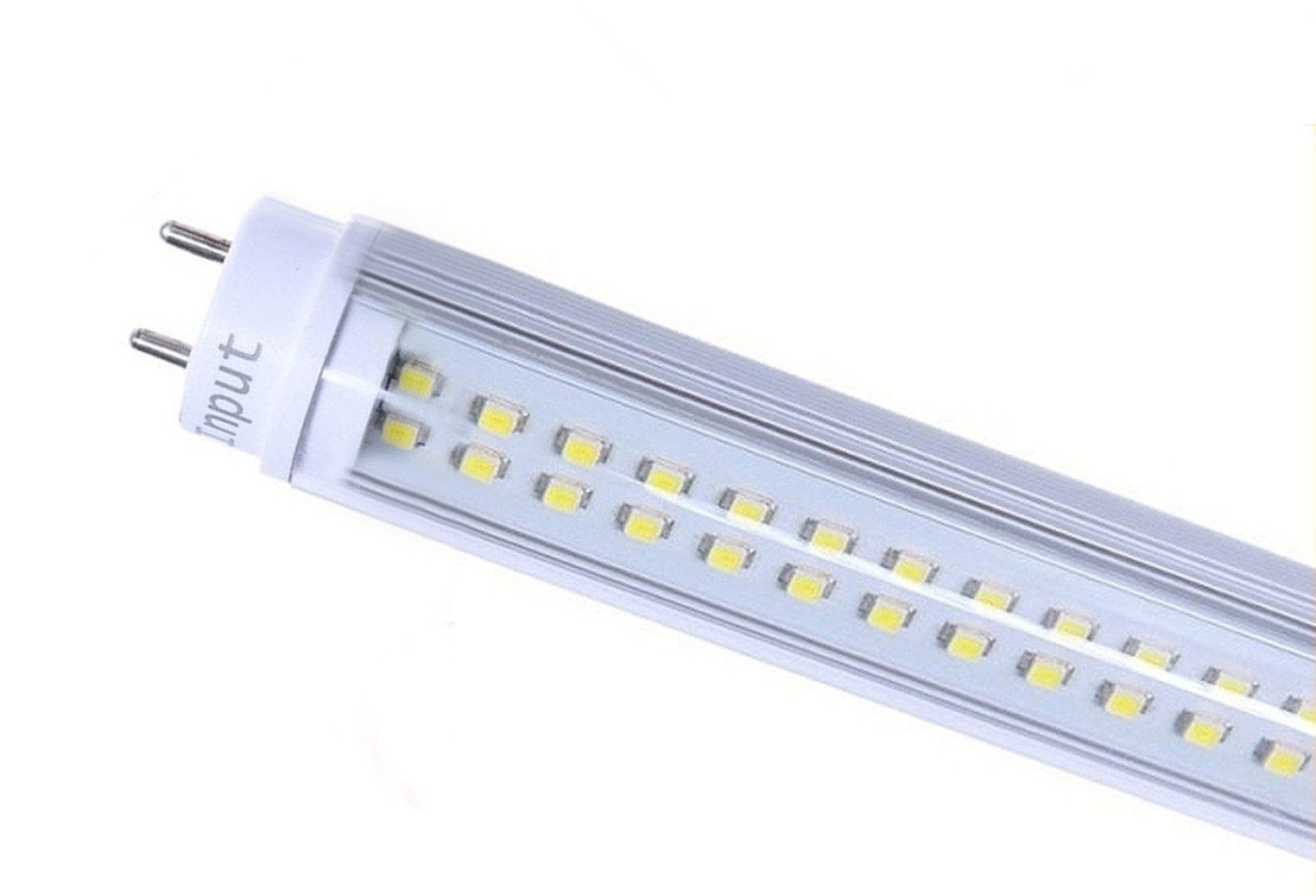
Un tubo LED da 17 Watt

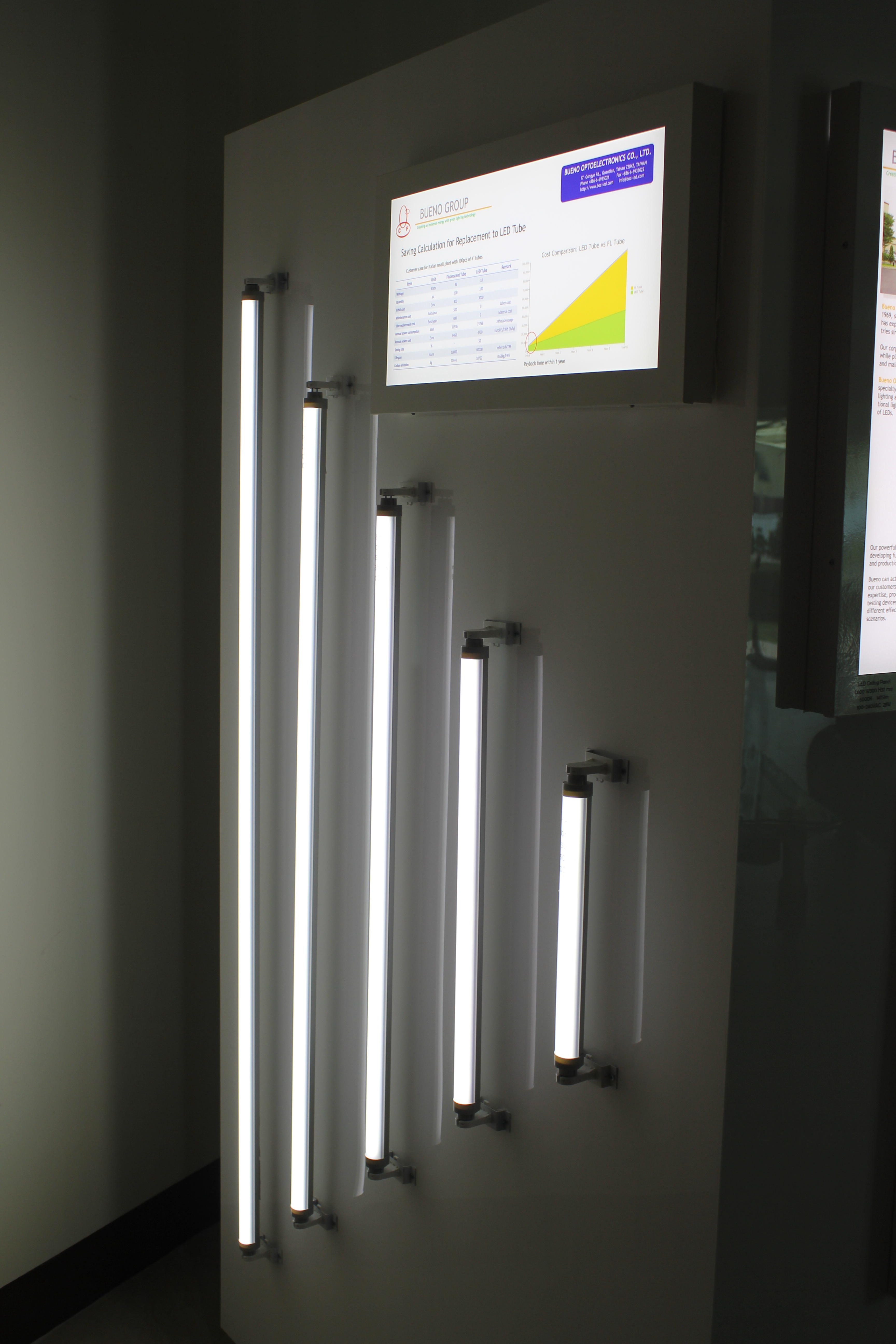
Tubi LED lineari di varia lunghezza

Il tubo LED è una particolare lampada a LED che ha la stessa forma delle lampade fluorescenti lineari e circolari. La differenza tra i due tipi di lampada sta nel fatto che anziché contenere gas nobili, questa è composta al suo interno da molti diodi LED che emettono luce bianca o gialla. I connettori elettrici si trovano agli estremi nelle lampade lineari e in un determinato punto in quelle circolari. A seconda della lampada, il vetro di copertura può essere trasparente (cioè si vedono i diodi) oppure smerigliato (i diodi non si vedono).

## Galleria d'immagini

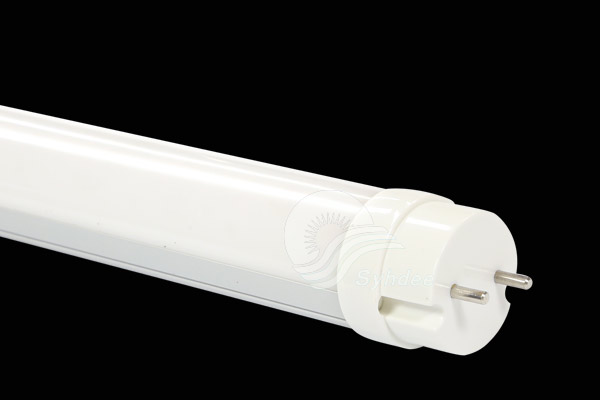